# Unité d'Habitation

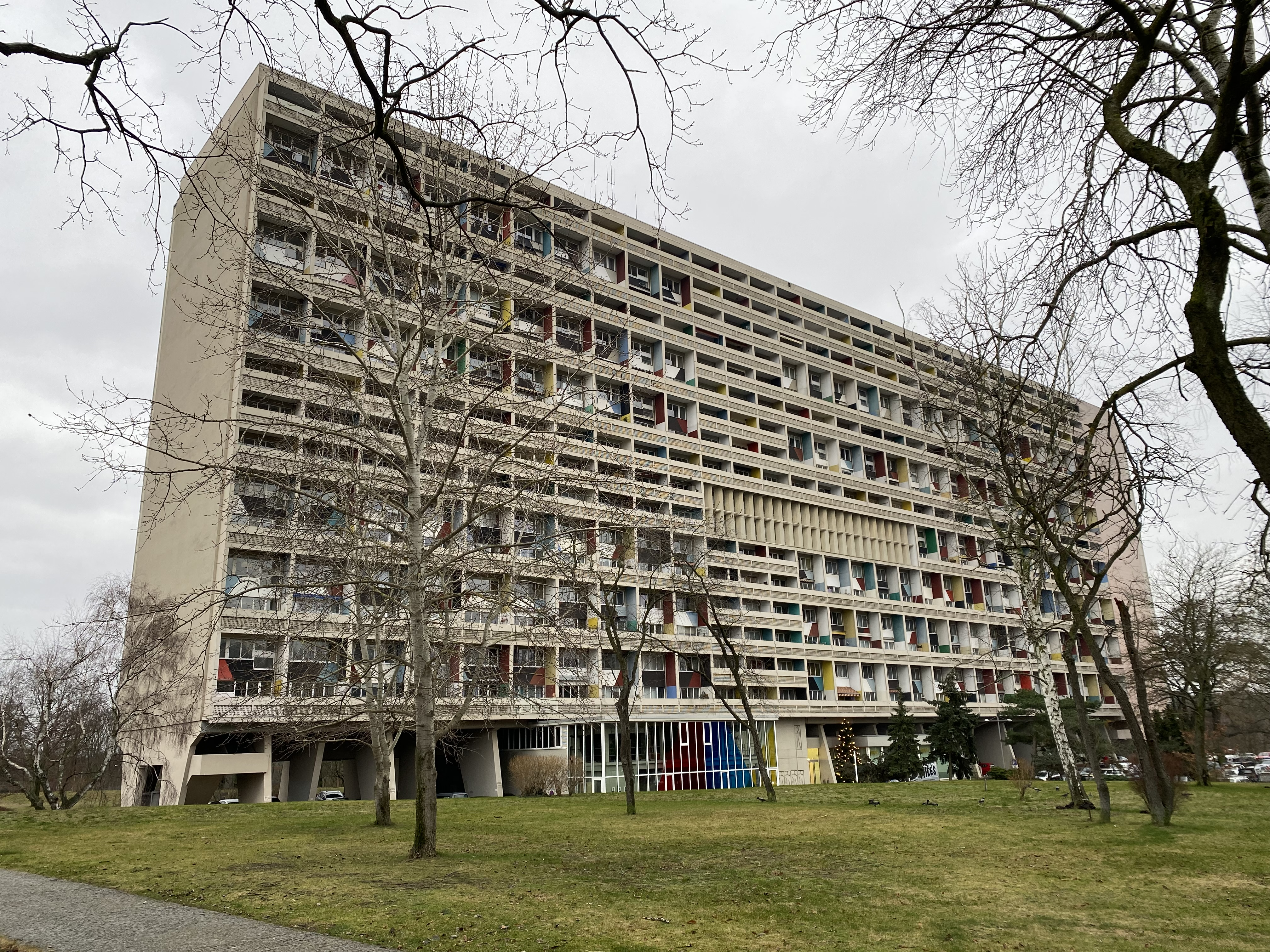
Unité d'habitation i Berlin.

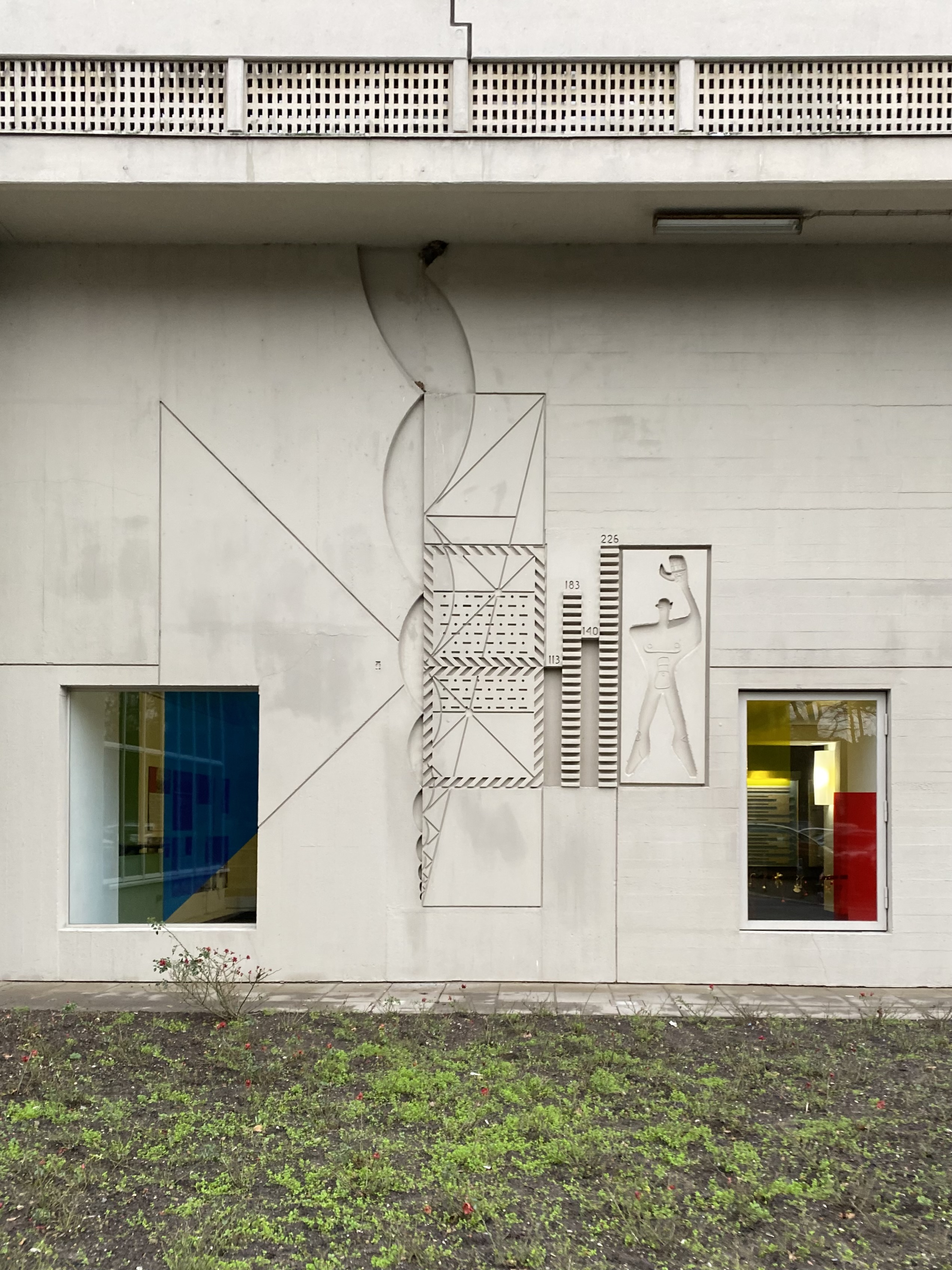
Detalj av fasaden på Corbusierhaus i Berlin.

Unité d'Habitation är en typ av flerbostadshus, utvecklat av den fransk-schweiziske arkitekten Le Corbusier. Denna byggnadstyp kom till under efterkrigstiden, då behovet av nya bostäder var mycket stort i stora delar av Europa. Konceptet byggde på att människor skulle bo i jättelika bostadsblock med plats för över 1 600 boende. Dessa block eller enheter skulle i princip kunna fungera som självförsörjande samhällen vad gäller funktioner, arbetstillfällen och service.

## Beskrivning
I och med att en del av samhällets funktioner effektivt samlades var Le Corbusiers vision att stor plats skulle lämnas obrukad och få fungera som parkområde; ett ideal som fanns under denna, den modernistiska tiden. Mått och proportioner sattes enligt det så kallade Modulorsystemet och byggnadsmaterialet var prefabricerade betongelement. Därtill fanns Le Corbusiers ideal om pilotis, takterrass, den upplösta fasaden och den öppna platsen.
Detta bostadskoncept har även parallellt utvecklats i Sovjetunionen av Moisei Ginzburg, där liknande hus återfinns på en rad platser. I väst blev konceptet dock aldrig riktigt framgångsrikt, även om det har inspirerat många arkitekter under senare delen av 1900-talet.
Det första och mest kända exemplet på Le Corbusiers Unité d'Habitation, Cité Radieuse, är beläget i Marseille och uppfördes 1947–1952 som ett hus för mindre bemedlade familjer. Förutom lägenheter i etage (två plan) inrättades en restaurang, ett kapell, butiker, bibliotek, en skola och ett hotell. På taket finns en terrass med motionsspår och utsikt över Medelhavet. 
Liknande Unité d'Habitation uppfördes i Rezé utanför Nantes, Firminy-Vert, Briey-en-Fôret och Berlin. Unité d'Habitation i Berlin (även kallat Corbusierhaus, Le Corbusierhaus eller Wohnmaschine) är beläget i stadsdelen Westend och uppfördes inom ramen för Interbau 1957.